# Síťová neutralita
Síťová nebo také internetová neutralita je princip rovnoprávnosti přenášených dat po internetu. Zabraňuje poskytovatelům internetu zvýhodňování nebo naopak zpomalování či blokování přístupu na vybrané internetové stránky nebo k vybranému obsahu. Neutralita znamená i rovné ceny za přenos dat nehledě na jejich obsah, typ, zdroj či příjemce dat.
Internetovou neutralitu ukládá mimo jiné evropské nařízení z roku 2015.

## Charakteristika
Tato neutralita brání například zvýhodnění platící firmy poskytovat rychlejší služby pomocí výsady vyšší rychlosti pro svá data od poskytovatele. S přístupem k velkému známému serveru má podle principu síťové neutrality poskytovatel připojení zacházet stejně jako s přístupem např. k serveru malého lokálního eshopu.

## Pro a proti
- Lepší konkurenceschopnost pro menší firmy pracující na bázi internetu
- Podniky mohou být odrazeny od dalších investic
- Možnost nových daní, nákladů a poplatků pro spotřebitele

## Historie
- 2003 – Profesor Tim Wu zavedl pojem Internetová neutralita
- leden 2014 – soud zamítl návrh FCC (Federální komise pro spoje)
- listopad 2014 – Barack Obama vyzval FCC k tomu, aby principy internetové neutrality ukotvila
- únor 2015 – americký regulátor FCC (Federální komise pro spoje) prosadil internetovou neutralitu
- listopad 2015 - vyšlo Nařízení Evropského parlamentu a Rady týkající se přístupu k otevřenému internetu[1]
- prosinec 2017 – FCC zvrátila své dřívější rozhodnutí a internetovou neutralitu zrušila[2]
- 2022 – EU uvažuje zpoplatnění velkých toků dat[3][4]
- duben 2024 – FCC internetovou neutralitu opět prosadila[5]